# Фрањо Тренк
Барон Фрањо Тренк ( : 1711 — 1749) био је пакрачки властелин, организатор и заповедник добровољачких чета пандура у служби Марије Терезије.

## Биографија
Рођен је 1711. године у италијанској регији Калабрији, од оца Пруса официра и мајке из Курландије. Као дете доселио се са породицом у Славонију, у Славонски Брод где је отац постављен за команданта места. Авантурстичког духа какав је био, определио се и он војном позиву. Са 16 година ушао је као барјактар у пук угарског палатина грофа Палфија. Тај пук је у то време био стациониран у Београду. Пук је затим прешао у Осијек, а он се оженио. Живео је Тренк са својом женом госпођом Телиер, кћерком генерала из Петроварадина, на очевом имању званом Брестовец, данашњи Пожешки Брестовац. Две године, 1738-1740. Тренк проводио на ратном попришту у Русији.
По одобрењу Марије Терезије, од славонских хајдука формирао је 1741. одред од 1.000 добровољаца, назван Тренкови пандури или добровољачки Пандурски корпус Тренка, који се под његовом командом истакао нарочито у рату за аустријско наслеђе (1740-1748), достигавши јачину од 2.500 пешака и 130 коњаника (по другим изворима чак 5.000 људи), па је 1744. године унапређен у чин пуковника. Тренкови војници њему слепо одани, били су дивљачни, сурови и храбри, обучени тако да им и сама неуредна физичка појава поред опаке ћуди буде стравична. Старост је дочекао уз своју некадашњу љубавницу, а тада већ другу жену госпођу Лестох из Осијека, која га је својевремено пратила и током битки. Због пустоловних подухвата лишен је чина Тренк 1748. године и осуђен на доживотну робију; умро је током издржавања казне 1749. године.

## Занимљивости
Године 1764. објављени су у Хелштату његови "Мемоари", које је започео када је једном принудно мировао опорављајући се од рана.
Главни јунак популарног хрватског романа Гричка вјештица (Марија Јурић Загорка), који се бави историјом Загреба у време Марије Терезије, је капетан Тренкових пандура.